# 東京都第5区
東京都第5区（とうきょうとだい5く）は、日本の衆議院議員総選挙における選挙区。1994年（平成6年）の公職選挙法改正で設置。

## 区域

### 現在の区域
2022年（令和4年）公職選挙法改正以降の区域は以下のとおりである。目黒区は26区に移行し、若林・上町一帯は6区から移入した。
- 世田谷区の一部
  - 池尻・太子堂・若林・上町・下馬・上馬・代沢・奥沢・九品仏・等々力・上野毛・用賀・二子玉川・深沢の各まちづくりセンター管内

### 2017年から2022年までの区域
2017年（平成29年）公職選挙法改正から2022年の小選挙区改定までの区域は以下のとおりである。2017年の区割変更では、世田谷区代沢・太子堂が6区から本区に移入し、目黒区の一部が本区から7区に移出している。
- 目黒区の一部（上目黒2丁目47〜49番、上目黒4丁目、中目黒5丁目、目黒4丁目1〜5・12〜26番、下目黒4丁目21〜23番、下目黒5丁目8〜37番、下目黒6丁目、中町1・2丁目、五本木1〜3丁目、祐天寺1・2丁目、中央町1・2丁目、目黒本町1〜6丁目、原町1・2丁目、洗足1・2丁目、南1〜3丁目、碑文谷1〜6丁目、鷹番1〜3丁目、平町1・2丁目、大岡山1・2丁目、緑が丘1〜3丁目、自由が丘1〜3丁目、中根1・2丁目、柿の木坂1〜3丁目、八雲1〜5丁目、東が丘1・2丁目）[6]
  - 南部・西部の各地区サービス事務所管内
  - 北部地区サービス事務所管内の上目黒2丁目47〜49番
  - 東部地区サービス事務所管内の中目黒5丁目1〜7・22・23番、下目黒4丁目21〜23番、下目黒5丁目8〜37番、下目黒6丁目、目黒本町1丁目
  - 中央地区サービス事務所管内（目黒4丁目6〜11番を除く）[7]
    - 上目黒4丁目、中目黒5丁目8〜21・24〜28番、目黒4丁目1〜5・12〜26番、中町1・2丁目、五本木1〜3丁目、祐天寺1・2丁目、中央町1・2丁目、碑文谷5・6丁目、鷹番1〜3丁目[8]
- 世田谷区の一部
  - 池尻・太子堂・下馬・上馬・代沢・奥沢・九品仏・等々力・上野毛・用賀・深沢の各まちづくりセンター管内

### 2013年から2017年までの区域
2013年（平成25年）公職選挙法改正から2017年の小選挙区改定までの区域は以下のとおりである。2013年の区割変更に伴い、世田谷区の池尻・三宿が6区から本区に移入されている。
- 目黒区
- 世田谷区
  - 池尻・下馬・上馬・奥沢・九品仏・上野毛・深沢の各まちづくりセンター管内
  - 等々力・用賀の各出張所管内

### 2013年以前の区域
1994年（平成6年）公職選挙法改正から2013年の小選挙区改定までの区域は以下のとおりである。
- 目黒区
- 世田谷区
  - 下馬・上馬・奥沢・九品仏・等々力・上野毛・用賀・深沢の各出張所管内

## 歴史
1996年の総選挙では、新進党から野村沙知代が出馬し注目されたが得票数3位で落選。自民党の小杉隆が当選した。後の第2次橋本内閣では文部大臣に就任。
2000年には、発足したばかりだった第1次森内閣の低支持率の煽りを受けて民主党新人の手塚仁雄が4,010票差で小杉を破り初当選。比例東京ブロックに重複立候補していた小杉だったが、東京都内の選挙区で閣僚経験もあるベテラン議員の選挙区敗北が相次いだ影響で比例復活はならずに落選した。
2003年の総選挙では前回よりも差を広げて手塚が7,492票差で連続当選。小杉は比例復活当選した。
2005年の総選挙では、郵政解散による自民党への追い風にも乗り小杉が手塚に4万票以上の差をつけ当選した。
2009年の総選挙では小杉が引退し、自民党からは佐藤ゆかりが岐阜1区から転出して立候補したが、手塚が大差で制した。
2012年の総選挙では自民党の若宮健嗣が当選。民主党の逆風を受け大差で敗れた手塚は比例復活もできず落選した。若宮は続く2014年も当選し、前回よりも大きく票差を引き離された手塚は再び落選した。
2017年の総選挙でも、若宮が立憲民主党に移った手塚を2,122票差で下して当選。手塚は比例復活して国政復帰を果たした一方で、希望の党の福田峰之は自民党を離党して神奈川8区から転出して立候補したが、若宮と手塚の争いに埋没してしまった。
2021年の総選挙では、直近に発足した岸田内閣で万博担当大臣などとして初入閣した若宮に対し、手塚が5,404票差で当選。閣僚で唯一の小選挙区敗戦となった若宮は比例復活となった。なお、選挙期間中に日本維新の会公認候補の田淵正文が新型コロナウイルスに感染し、陣営内で集団感染（クラスター）が発生する事態となった。
2024年の総選挙では、手塚が再び小選挙区で当選し、若宮は比例復活もならず落選した。

## 小選挙区選出議員
| 選挙名                 | 年     | 当選者   | 党派       |
| ---------------------- | ------ | -------- | ---------- |
| 第41回衆議院議員総選挙 | 1996年 | 小杉隆   | 自由民主党 |
| 第42回衆議院議員総選挙 | 2000年 | 手塚仁雄 | 民主党     |
| 第43回衆議院議員総選挙 | 2003年 | 手塚仁雄 | 民主党     |
| 第44回衆議院議員総選挙 | 2005年 | 小杉隆   | 自由民主党 |
| 第45回衆議院議員総選挙 | 2009年 | 手塚仁雄 | 民主党     |
| 第46回衆議院議員総選挙 | 2012年 | 若宮健嗣 | 自由民主党 |
| 第47回衆議院議員総選挙 | 2014年 | 若宮健嗣 | 自由民主党 |
| 第48回衆議院議員総選挙 | 2017年 | 若宮健嗣 | 自由民主党 |
| 第49回衆議院議員総選挙 | 2021年 | 手塚仁雄 | 立憲民主党 |
| 第50回衆議院議員総選挙 | 2024年 | 手塚仁雄 | 立憲民主党 |

## 選挙結果
時の内閣：第1次石破内閣 解散日：2024年10月9日 公示日：2024年10月15日
当日有権者数：37万4504人 最終投票率：58.41% （全国投票率：53.85%（2.08%））
| 当落 | 候補者名 | 年齢 | 所属党派     | 新旧 | 得票数   | 得票率 | 惜敗率 | 推薦・支持 | 重複 |
| ---- | -------- | ---- | ------------ | ---- | -------- | ------ | ------ | ---------- | ---- |
| 当   | 手塚仁雄 | 58   | 立憲民主党   | 前   | 83,016票 | 39.38% | ――     |            | ○    |
|      | 若宮健嗣 | 63   | 自由民主党   | 前   | 69,024票 | 32.74% | 83.15% | 公明党推薦 | ○    |
|      | 稲葉太郎 | 40   | 日本維新の会 | 新   | 36,493票 | 17.31% | 43.96% |            | ○    |
|      | 塗木洋平 | 42   | 参政党       | 新   | 13,910票 | 6.60%  | 16.76% |            |      |
|      | 林理麻   | 50   | 無所属       | 新   | 5,364票  | 2.54%  | 6.46%  |            | ×    |
|      | 松本健太 | 44   | 無所属       | 新   | 1,889票  | 0.90%  | 2.28%  |            | ×    |
|      | 福井健太 | 48   | 無所属       | 新   | 1,136票  | 0.54%  | 1.37%  |            | ×    |

時の内閣：第1次岸田内閣 解散日：2021年10月14日 公示日：2021年10月19日
当日有権者数：46万4694人 最終投票率：60.03%（前回比：4.92%） （全国投票率：55.93%（2.25%））
| 当落 | 候補者名 | 年齢 | 所属党派     | 新旧 | 得票数    | 得票率 | 惜敗率 | 推薦・支持                             | 重複 |
| ---- | -------- | ---- | ------------ | ---- | --------- | ------ | ------ | -------------------------------------- | ---- |
| 当   | 手塚仁雄 | 55   | 立憲民主党   | 前   | 111,246票 | 40.98% | ――     | れいわ新選組・社会民主党東京都連合推薦 | ○    |
| 比当 | 若宮健嗣 | 60   | 自由民主党   | 前   | 105,842票 | 38.99% | 95.14% | 公明党推薦                             | ○    |
|      | 田淵正文 | 63   | 日本維新の会 | 新   | 54,363票  | 20.03% | 48.87% |                                        | ○    |

時の内閣：第3次安倍第3次改造内閣 解散日：2017年9月28日 公示日：2017年10月10日
当日有権者数：45万9031人 最終投票率：55.11%（前回比：0.05%） （全国投票率：53.68%（1.02%））
| 当落 | 候補者名 | 年齢 | 所属党派   | 新旧 | 得票数    | 得票率 | 惜敗率 | 推薦・支持 | 重複 |
| ---- | -------- | ---- | ---------- | ---- | --------- | ------ | ------ | ---------- | ---- |
| 当   | 若宮健嗣 | 56   | 自由民主党 | 前   | 101,314票 | 41.15% | ――     | 公明党推薦 | ○    |
| 比当 | 手塚仁雄 | 51   | 立憲民主党 | 元   | 99,182票  | 40.28% | 97.90% |            | ○    |
|      | 福田峰之 | 53   | 希望の党   | 前   | 45,737票  | 18.57% | 45.14% |            | ○    |

時の内閣：第2次安倍改造内閣 解散日：2014年11月21日 公示日：2014年12月2日
当日有権者数：48万2615人 最終投票率：55.16%（前回比：8.10%） （全国投票率：52.66%（6.66%））
| 当落 | 候補者名       | 年齢 | 所属党派   | 新旧 | 得票数    | 得票率 | 惜敗率 | 推薦・支持               | 重複 |
| ---- | -------------- | ---- | ---------- | ---- | --------- | ------ | ------ | ------------------------ | ---- |
| 当   | 若宮健嗣       | 53   | 自由民主党 | 前   | 102,424票 | 39.75% | ――     |                          | ○    |
|      | 手塚仁雄       | 48   | 民主党     | 元   | 66,255票  | 25.71% | 64.69% | 維新の党東京都総支部推薦 | ○    |
|      | 三谷英弘       | 38   | 無所属     | 前   | 44,103票  | 17.11% | 43.06% |                          | ×    |
|      | 沢井正代       | 65   | 日本共産党 | 新   | 32,140票  | 12.47% | 31.38% |                          |      |
|      | ドクター・中松 | 86   | 無所属     | 新   | 12,777票  | 4.96%  | 12.47% |                          | ×    |

- 中松は第45回は比例東京ブロック、中選挙区時代の第40回は旧東京3区で活動。
- 三谷はその後自民党へ入党し第48回は神奈川8区に国替え。

時の内閣：野田第3次改造内閣 解散日：2012年11月16日 公示日：2012年12月4日
当日有権者数：45万6028人 最終投票率：63.26%（前回比：3.91%） （全国投票率：59.32%（9.96%））
| 当落 | 候補者名 | 年齢 | 所属党派     | 新旧 | 得票数   | 得票率 | 惜敗率 | 推薦・支持   | 重複 |
| ---- | -------- | ---- | ------------ | ---- | -------- | ------ | ------ | ------------ | ---- |
| 当   | 若宮健嗣 | 51   | 自由民主党   | 元   | 85,408票 | 30.54% | ――     |              | ○    |
|      | 手塚仁雄 | 46   | 民主党       | 前   | 65,778票 | 23.52% | 77.02% | 国民新党推薦 | ○    |
| 比当 | 三谷英弘 | 36   | みんなの党   | 新   | 46,629票 | 16.67% | 54.60% |              | ○    |
|      | 渡辺徹   | 34   | 日本維新の会 | 新   | 45,518票 | 16.28% | 53.29% |              | ○    |
|      | 丸子安子 | 44   | 日本未来の党 | 新   | 19,462票 | 6.96%  | 22.79% | 新党大地推薦 | ○    |
|      | 三浦岩男 | 63   | 日本共産党   | 新   | 15,796票 | 5.65%  | 18.49% |              |      |
|      | 曽我周作 | 33   | 幸福実現党   | 新   | 1,089票  | 0.39%  | 1.28%  |              |      |

- 若宮は第44回で比例東京ブロック単独で当選、第45回は同ブロックから比例単独で落選。
- 丸子は第23回参議院議員通常選挙にみどりの風公認で東京都選挙区から立候補し落選。
- 渡辺は第47回は次世代の党公認で東京都第1区から立候補し落選。
- 三谷は、全480議席中最後の当選者となった[12]。

時の内閣：麻生内閣 解散日：2009年7月21日 公示日：2009年8月18日
当日有権者数：45万606人 最終投票率：67.17%（前回比：1.48%） （全国投票率：69.28%（1.77%））
| 当落 | 候補者名   | 年齢 | 所属党派   | 新旧 | 得票数    | 得票率 | 惜敗率 | 推薦・支持 | 重複 |
| ---- | ---------- | ---- | ---------- | ---- | --------- | ------ | ------ | ---------- | ---- |
| 当   | 手塚仁雄   | 42   | 民主党     | 元   | 149,623票 | 50.32% | ――     |            | ○    |
|      | 佐藤ゆかり | 48   | 自由民主党 | 前   | 121,244票 | 40.77% | 81.03% |            | ○    |
|      | 宮本栄     | 47   | 日本共産党 | 新   | 22,864票  | 7.69%  | 15.28% |            |      |
|      | 木下真     | 31   | 幸福実現党 | 新   | 3,632票   | 1.22%  | 2.43%  |            |      |

- 佐藤は第22回参議院議員通常選挙に比例区から立候補し、当選。その後第47回は大阪11区から立候補し、当選。

時の内閣：第2次小泉改造内閣 解散日：2005年8月8日 公示日：2005年8月30日 最終投票率：65.69% （全国投票率：67.51%（7.65%））
| 当落 | 候補者名 | 年齢 | 所属党派   | 新旧 | 得票数    | 得票率 | 惜敗率 | 推薦・支持 | 重複 |
| ---- | -------- | ---- | ---------- | ---- | --------- | ------ | ------ | ---------- | ---- |
| 当   | 小杉隆   | 69   | 自由民主党 | 前   | 150,667票 | 53.35% | ――     |            | ○    |
|      | 手塚仁雄 | 38   | 民主党     | 前   | 109,618票 | 38.82% | 72.76% |            | ○    |
|      | 星見定子 | 48   | 日本共産党 | 新   | 22,107票  | 7.83%  | 14.67% |            |      |

時の内閣：第1次小泉第2次改造内閣 解散日：2003年10月10日 公示日：2003年10月28日 （全国投票率：59.86%（2.63%））
| 当落 | 候補者名 | 年齢 | 所属党派   | 新旧 | 得票数    | 得票率 | 惜敗率 | 推薦・支持 | 重複 |
| ---- | -------- | ---- | ---------- | ---- | --------- | ------ | ------ | ---------- | ---- |
| 当   | 手塚仁雄 | 37   | 民主党     | 前   | 107,110票 | 44.10% | ――     |            | ○    |
| 比当 | 小杉隆   | 68   | 自由民主党 | 元   | 99,618票  | 41.02% | 93.01% |            | ○    |
|      | 遠藤宣彦 | 40   | 無所属     | 新   | 18,213票  | 7.50%  | 17.00% |            | ×    |
|      | 宮本栄   | 41   | 日本共産党 | 新   | 17,927票  | 7.38%  | 16.74% |            |      |

時の内閣：第1次森内閣 解散日：2000年6月2日 公示日：2000年6月13日 （全国投票率：62.49%（2.84%））
| 当落 | 候補者名   | 年齢 | 所属党派   | 新旧 | 得票数   | 得票率 | 惜敗率 | 推薦・支持 | 重複 |
| ---- | ---------- | ---- | ---------- | ---- | -------- | ------ | ------ | ---------- | ---- |
| 当   | 手塚仁雄   | 33   | 民主党     | 新   | 83,619票 | 34.87% | ――     |            | ○    |
|      | 小杉隆     | 64   | 自由民主党 | 前   | 79,609票 | 33.20% | 95.20% |            | ○    |
|      | 宮本栄     | 38   | 日本共産党 | 新   | 27,728票 | 11.56% | 33.16% |            |      |
|      | 遠藤宣彦   | 37   | 自由党     | 新   | 26,390票 | 11.00% | 31.56% |            | ○    |
|      | 戸沢二郎   | 53   | 社会民主党 | 新   | 16,163票 | 6.74%  | 19.33% |            | ○    |
|      | 斉藤さちこ | 32   | 自由連合   | 新   | 6,304票  | 2.63%  | 7.54%  |            |      |

時の内閣：第1次橋本内閣 解散日：1996年9月27日 公示日：1996年10月8日 （全国投票率：59.65%（8.11%））
| 当落 | 候補者名   | 年齢 | 所属党派   | 新旧 | 得票数   | 得票率 | 惜敗率 | 推薦・支持 | 重複 |
| ---- | ---------- | ---- | ---------- | ---- | -------- | ------ | ------ | ---------- | ---- |
| 当   | 小杉隆     | 61   | 自由民主党 | 前   | 84,731票 | 37.93% | ――     |            | ○    |
|      | 手塚仁雄   | 30   | 民主党     | 新   | 51,418票 | 23.02% | 60.68% |            | ○    |
|      | 野村沙知代 | 64   | 新進党     | 新   | 43,347票 | 19.40% | 51.16% |            | ○    |
|      | 渡辺信次   | 39   | 日本共産党 | 新   | 28,514票 | 12.76% | 33.65% |            |      |
|      | 戸沢二郎   | 50   | 社会民主党 | 新   | 10,861票 | 4.86%  | 12.82% |            | ○    |
|      | 宮本尚美   | 60   | 新社会党   | 新   | 4,524票  | 2.03%  | 5.34%  |            |      |